# Thines (Belgique)
Pour les articles homonymes, voir Thines.
Thines est une section de la ville belge de Nivelles situé en Wallonie dans le Brabant wallon, immédiatement à l'est du centre-ville.
C'était une commune à part entière avant la fusion des communes de 1977.
Thines se trouve entre la zone industrielle de Nivelles et la voie rapide transbabançonne N25.

## Démographie
- Sources:INS, Rem:1831 jusqu'en 1970=recensements, 1976= nombre d'habitants au 31 décembre

## Patrimoine et culture

### Patrimoine architectural
- L'église Sainte-Marguerite, un édifice religieux du XIIIe siècle plusieurs fois agrandi et aménagé par après.